# Mari Hietala
Mari Kylliki Hietala (ur. 10 listopada 1969 w Muonio) – fińska biegaczka narciarska, brązowa medalistka mistrzostw świata juniorów.

## Kariera
W 1989 roku wystąpiła na mistrzostwach świata juniorów w Vang, gdzie zdobyła brązowy medal w biegu na 15 km, a w sztafecie była czwarta. W Pucharze Świata zadebiutowała 2 marca 1990 roku w Lahti, zajmując 29. miejsce w biegu na 5 km stylem klasycznym. Pierwsze punkty zdobyła w zawodach tego cyklu zdobyła 6 marca 1993 roku w tej samej miejscowości, kończąc bieg na 5 km techniką dowolną na szesnastej pozycji (do sezonu 1991/1992 punkty zdobywało tylko 15 najlepszych zawodniczek). Wielokrotnie startowała w zawodach PŚ, jednak nigdy nie znalazła się w czołowej dziesiątce. W klasyfikacji generalnej sezonu 1992/1993 zajęła 48. miejsce.
W 1992 roku wystąpiła na igrzyskach olimpijskich w Lillehammer, zajmując 24. miejsce w biegu 15 km stylem dowolnym. Startowała też na mistrzostwach świata w Falun rok wcześniej, gdzie bieg na dystansie 30 km techniką dowolną ukończyła na 35. pozycji.

## Osiągnięcia

### Igrzyska olimpijskie
| Miejsce | Dzień     | Rok  | Miejscowość | Konkurencja           | Czas biegu | Strata  | Zwyciężczyni     |
| ------- | --------- | ---- | ----------- | --------------------- | ---------- | ------- | ---------------- |
| 24.     | 13 lutego | 1994 | Lillehammer | 15 km stylem dowolnym | 39:44,5    | +5:12,3 | Manuela Di Centa |

### Mistrzostwa świata
| Miejsce | Dzień     | Rok  | Miejscowość | Konkurencja           | Czas biegu | Strata  | Zwyciężczyni      |
| ------- | --------- | ---- | ----------- | --------------------- | ---------- | ------- | ----------------- |
| 35.     | 27 lutego | 1993 | Falun       | 30 km stylem dowolnym | 1:22:41,3  | +9:12,2 | Stefania Belmondo |

### Mistrzostwa świata juniorów
| Miejsce | Dzień    | Rok  | Miejscowość | Konkurs               | Wynik     | Strata  | Zwyciężczyni      |
| ------- | -------- | ---- | ----------- | --------------------- | --------- | ------- | ----------------- |
| 3.      | 16 marca | 1989 | Vang        | 15 km stylem dowolnym | 50:30,3   | +1:30,1 | Stefania Belmondo |
| 4.      | 19 marca | 1989 | Vang        | Sztafeta 4 × 5 km     | 1:05:15,0 | +35,0   | ZSRR              |

### Puchar Świata

#### Miejsca w klasyfikacji generalnej
- sezon 1992/1993: 48.
- sezon 1993/1994: 60.
- sezon 1994/1995: 76.

#### Miejsca na podium
Hietala nigdy nie stała na podium zawodów PŚ.